# Молчанов, Анатолий Александрович
Молчанов Анатолий Александрович (15 августа 1938 года — 16 декабря 2019 года) — советский и российский учёный, лауреат Государственной премии СССР (1980).

## Биография
Родился 15 августа 1938 года в Ташкенте Узбекской ССР.
В 1960 году окончил Новосибирский электротехнический институт связи.
Место работы: c 1960 по 1988 годы — инженер, старший инженер, начальник опытно-методической партии, заведующий лабораторией, заведующий отделом, директор ВУФ ВНИИГеофизики; в 1988—1992 года — генеральный директор НПО «Рудгеофизика»; с 1992 г. по 200— заведующий кафедрой «Геофизические и геохимические методы поиска и разведки месторождений полезных ископаемых» Санкт-Петербургского государственного горного института.
Умер 16 декабря 2019 года в Санкт-Петербурге.

## Научная деятельность
Является родоначальником направления в нефтяной геофизике: геофизические исследования скважин в процессе бурения и автономные информационно-измерительные системы. Под его руководством было разработано 140 видов геофизических приборов и аппаратуры для переоснащение геологоразведочной отрасли, приборы для исследования Кольской сверхглубокой скважины.
Директор по науке Novas Energy Services, Академик РАЕН, профессор Ленинградского Горного Института, доктор технических наук.

### Труды
Автор около 100 изобретений, имеет более 400 научных работ, 9 монографий и учебных пособий.

## Награды и звания
Доктор технических наук (1975), профессор (1981).
Государственная премия СССР (1980) — за разработку и внедрение в народное хозяйство высокоэффективных и экономичных методов опробования нефтегазоносных пластов и оценки их гидродинамических свойств геофизическими приборами на кабеле.
Почётный гражданин города Октябрьского. Заслуженный деятель науки и техники БАССР (1979), Изобретатель СССР (1987), Почётный разведчик недр СССР (1988). Действительный член РАЕН (1997).
Награждён медалями СССР и РФ, медалями ВДНХ, памятными медалями В. В. Федынского и профессора С. Г. Комарова — за выдающийся вклад в промыслово- геофизическую науку и практику, РАЕН — медалью имени академика Петра Капицы за подготовку научных кадров для геофизики, МАНЭБ — медалью имени Н. К. Рериха в области экологии.